# Щербани (Хмельницкая область)
Щербани (укр. Щербані) — село в Старосинявском районе Хмельницкой области Украины.
Население по переписи 2001 года составляло 385 человек. Почтовый индекс — 31445. Телефонный код — 3850. Занимает площадь 1,483 км². Код КОАТУУ — 6824482004.

## Местный совет
31400, Хмельницкая обл., Старосинявский р-н, с. Заставцы